# Аргентина на зимових Олімпійських іграх 2006
Аргентина на зимових Олімпійських іграх 2006 року, які проходили в італійському Турині, була представлена 9 спортсменами (5 чоловіками та 4 жінками) у п'яти видах спорту: гірськолижний спорт, біатлон, фристайл, санний спорт і лижні перегони. Прапороносцем на церемонії відкриття Олімпійських ігор була гірськолижниця Марія Белен Сімарі Біркнер.
Аргентина вшістнадцяте взяла участь у зимовій Олімпіаді. Аргентинські спортсмени не здобули жодної медалі.

## Біатлон
| Дисципліна         | Спортсмен                                | Промахи   | Час | Місце |
| ------------------ | ---------------------------------------- | --------- | --- | ----- |
| Себастьян Бельтрам | спринт, 10 км, чоловіки                  | 33:32.4   | 5   | 87    |
| Себастьян Бельтрам | індивідуальні перегони, 20 км (чоловіки) | 1:09:24.3 | 9   | 84    |

## Гірськолижний спорт
| Спосртсмен                     | Дисципліна                   | Фінал         | Фінал         | Фінал         | Фінал         | Фінал         |               |
| Спосртсмен                     | Дисципліна                   | Спуск 1       | Спуск 2       | Спуск 3       | Разом         | Місце         |               |
| ------------------------------ | ---------------------------- | ------------- | ------------- | ------------- | ------------- | ------------- | ------------- |
| Фасундо Агірре                 | гігантський слалом, чоловіки | не фінішував  | не фінішував  | не фінішував  | не фінішував  | не фінішував  |               |
| Крістіан Хав'єр Сімарі Біркнер | гігантський слалом, чоловіки | 1:22.37       | 1:20.19       | n/a           | 2:42.56       | 23            |               |
| Крістіан Хав'єр Сімарі Біркнер | слалом, чоловіки             | не фінішував  | не фінішував  | не фінішував  | не фінішував  | не фінішував  |               |
| Крістіан Хав'єр Сімарі Біркнер | комбінація, чоловіки         | 1:43.93       | 45.89         | 46.72         | 3:16.54       | 23            |               |
| Макарена Сімарі Біркнер        | супергігант, жінки           | не фінішувала | не фінішувала | не фінішувала | не фінішувала | не фінішувала |               |
| Макарена Сімарі Біркнер        | гігантський слалом, жінки    | 1:05.81       | 1:13.62       | n/a           | 2:19.43       | 31            |               |
| Макарена Сімарі Біркнер        | слалом, жінки                | 45.90         | 51.17         | n/a           | 1:37.07       | 31            |               |
| Макарена Сімарі Біркнер        | комбінація, жінки            | 40.99         | 45.95         | 1:35.72       | 3:02.66       | 26            |               |
| Марія Белен Сімарі Біркнер     | супергігант, жінки           | n/a           | n/a           | n/a           | 1:38.02       | 47            |               |
| Марія Белен Сімарі Біркнер     | гігантський слалом, жінки    | не фінішувала | не фінішувала | не фінішувала | не фінішувала | не фінішувала |               |
| Марія Белен Сімарі Біркнер     | слалом, жінки                | 46.35         | 51.26         | n/a           | 1:37.61       | 37            |               |
| Марія Белен Сімарі Біркнер     | комбінація, жінки            | 41.55         | 47.08         | 1:36.72       | 3:05.35       | 29            |               |
| Міріам Васкес                  | швидкісний спуск, жінки      | n/a           | n/a           | n/a           | 2:07.42       | 39            |               |
| Міріам Васкес                  | комбінація, жінки            | не стартувала | не стартувала | не стартувала | не стартувала | не стартувала | не стартувала |

## Лижні перегони
| Дисципліна       | Спортсмен     | Дистанція | Дистанція |
| Дисципліна       | Спортсмен     | Час       | Місце     |
| ---------------- | ------------- | --------- | --------- |
| 15 км (чоловіки) | Мартін Біанчі | 49:08.0   | 86        |

## Санний спорт
| Спортсмен      | Дисципліна      | Фінал   | Фінал   | Фінал   | Фінал   | Фінал    | Фінал |
| Спортсмен      | Дисципліна      | Спуск 1 | Спуск 2 | Спуск 3 | Спуск 4 | Разом    | Місце |
| -------------- | --------------- | ------- | ------- | ------- | ------- | -------- | ----- |
| Мішель Деспайн | одиночки, жінки | 50.062  | 54.061  | 50.120  | 52.898  | 3:27.141 | 24    |

## Фристайл
| Спосртсмен  | Дисципліна            | Кваліфікація | Кваліфікація | Фінал      | Фінал      |
| Спосртсмен  | Дисципліна            | Бали         | Місце        | Бали       | Місце      |
| ----------- | --------------------- | ------------ | ------------ | ---------- | ---------- |
| Клайд Гетті | акробатика (чоловіки) | 79.88        | 28           | не пройшов | не пройшов |